# E poi... la tua bocca da baciare
E poi... la tua bocca da baciare, pubblicato nel 2001, è il trentatreesimo album in studio della cantante italiana Ornella Vanoni.

## Il disco
Secondo cd di cover che conclude il progetto iniziato con l'album precedente (e anche in questo caso il titolo è tratto da un verso del brano Vendo casa). In questo disco la Vanoni riprende canzoni famose di alcuni cantautori: Umberto Bindi (Arrivederci, portata al successo internazionale da Don Marino Barreto Junior, e Il mio mondo), Bruno Lauzi (Amore caro, amore bello), Bruno Martino (Estate), Peppino di Capri (Nessuno al mondo), Ricky Gianco (Ora sei rimasta sola, incisa da Adriano Celentano), Sergio Endrigo (Io che amo solo te), Rino Gaetano (Gianna), Gino Paoli ( Sassi), Paolo Conte (Insieme a te non ci sto più, incisa da Caterina Caselli)Donatello (Malattia d'amore) e Camaleonti (Io per lei).
È il primo album dell'artista inciso per la Sony BMG.

## Tracce
1. Amore caro, amore bello
2. Estate
3. Insieme a te non ci sto più
4. Arrivederci
5. Ora sei rimasto solo (Ora sei rimasta sola)
6. Io per lui (Io per lei)
7. Il mio mondo
8. Nessuno al mondo
9. Malattia d'amore
10. Io che amo solo te
11. Gianna
12. Sassi

## Formazione
- Ornella Vanoni – voce
- Gianfranco Lombardi - Arrangiamenti
- Marco Sabbatucci – pianoforte
- Roberto Baldi – programmazione
- Julio Barbosa – chitarra classica
- Toti Panzanelli – chitarra acustica, chitarra elettrica
- Carlo Gargioni – tastiera, pianoforte
- Cesare Chiodo – basso
- Alfredo Golino – batteria
- Riccardo Fioravanti – contrabbasso
- Michele Chiapperino – violoncello
- Massimo Pirone – trombone
- Stefano Aprile – corno
- Monica Berni – flauto
- Antonio Verdone – oboe
- Barbara Licciardi, Roberta Faccani, Silvio Pozzoli – cori